# Hispaniolaeufonia
Hispaniolaeufonia (Chlorophonia musica) är en fågel i familjen finkar inom ordningen tättingar.

## Utseende och läte
Antillereufonia är en briljant färgad liten fink med knubbig näbb. Hjässan är blå och undersidan varierande geografiskt från gulgrönt till orange. Bland lätena hörs ett livligt "beep" som avges enstaka eller i serier, ett snabbt "whip-ip", ett grovt "djip" och ett sorgsamt "wheee". Sången består av en snabb blandning av klingande, gnissliga och visslande toner.

## Utbredning och systematik
Hispaniolaeufonia förekommer enbart på Hispaniola och Gonâve i Västindien. Den inkoroperade tidigare även puertoricoeufonian (Chlorophonia sclateri) och antillereufonian (Chlorophonia flavifrons), då med svenska namnet antillereufonia på den sammanslagna arten. Sedan 2016 delas dock musica upp i tre arter av BirdLife International och sedan 2023 av International Ornithological Congress (IOC). I samband med uppdelningen flyttades trivialnamnet antillereufonia över till flavifrons.

### Släktestillhörighet
Traditionellt placeras hispaniolaeufonian i släktet Euphonia, liksom nära släktingarna puertoricoeufonia, antillereufonia, svartpannad eufonia och prakteufonia. Genetiska studier visar dock att den står närmare klorofoniorna i Chlorophonia och har därför flyttats dit.

### Familjetillhörighet
Tidigare behandlades släktena Euphonia och Chlorophonia som tangaror, men DNA-studier visar att de tillhör familjen finkar, där de tillsammans är systergrupp till alla övriga finkar bortsett från släktet Fringilla.

## Levnadssätt
Hispaniolaeufonia hittas i tätt skogslandskap. Där ses den födosöka i de högre skikten, framför allt mistelbär och ibland som en del av artblandade flockar.

## Status
Arten har ett stort utbredningsområde och beståndet anses vara stabilt. Internationella naturvårdsunionen IUCN listar den därför som livskraftig (LC).